# 歐拉恆等式
歐拉恆等式是指下列的關係式：
{\displaystyle {{{e}^{{i}\,{\pi }}}+{1}}=0}
其中{\displaystyle e\,}是自然對數的底，{\displaystyle i\,}是虛數單位，{\displaystyle \pi \,}是圓周率。

从开始，以相对速度i，走π长时间，加1，则到达原点

這條恆等式第一次出現於1748年，瑞士數學、物理學家萊昂哈德·歐拉（Leonhard Euler）在洛桑出版的書《无穷小分析引论》（Introductio in analysin infinitorum）。這是複分析的歐拉公式之特殊情況。

## 證明
{\displaystyle e^{ix}=\cos x+i\sin x\,\!}（歐拉公式）
{\displaystyle e^{i\pi }=\cos \pi +i\sin \pi \,}（代入{\displaystyle x=\pi \,}）
{\displaystyle {{e}^{{i}\,{\pi }}}=-1}（因{\displaystyle \cos \pi =-1}和{\displaystyle \sin \pi =0}）
{\displaystyle {{{e}^{{i}\,{\pi }}}+{1}}=0}

## 與歐拉恆等式有關的文學作品
《博士熱愛的算式》（博士の愛した数式），小川洋子著，臺灣版本由王蘊潔翻譯，二版，麥田出版社，2008年，ISBN 978-986-173-408-8。